# 2020年のバレーボール
< 2020年 | 2020年のスポーツ
2020年のバレーボールでは、2020年のバレーボール関連の出来事をまとめる。
2019年のバレーボール - 2020年のバレーボール - 2021年のバレーボール

## できごと

### 1月
- 12日 - 【JVA・高体連】この日まで行われた第72回全日本バレーボール高等学校選手権大会男女決勝が行われ、男子は東山（京都）、女子は東九州龍谷（大分）が優勝[1]。
- 26日 - 【JVA・V.LEAGUE】この日行われたV.LEAGUE Division1（V1）女子ファイナル決勝が行われ、JTマーヴェラスが岡山シーガルズに3-2で勝ち9年ぶり2回目の優勝[2]。

### 2月
- 29日 - 【JVA・V.LEAGUE】この日行われたV.LEAGUE Division1（V1）男子ファイナルの決勝が行われ、ジェイテクトSTINGSがパナソニック・パンサーズに3-2で勝ち初優勝。Division2（V2）男子は新型コロナウイルス対策の為シーズンの残りが打ち切られ、打ち切り時点でV2の首位だった富士通カワサキレッドスピリッツの優勝が決定[3][4]。

## 結果

### 国内大会

#### 日本
- 第72回全日本バレーボール高等学校選手権大会（春高バレー）（1月5日 - 12日・武蔵野の森総合スポーツプラザ）
  - 男子決勝：東山（京都） 3 - 0 駿台学園（東京第2）
  - 東山は初優勝。
  - 女子決勝：東九州龍谷（大分） 3 - 0 古川学園（宮城）
  - 東九州龍谷は8年ぶり7回目の優勝。

- 2019/20V1リーグファイナル（女子1月26日・国立代々木第一体育館、男子2月29日・高崎アリーナ）
  - 男子V1リーグ決勝 ジェイテクトSTINGS 3 - 2 パナソニック・パンサーズ（初優勝）
  - 女子V1リーグ決勝 JTマーヴェラス 3 -2 岡山シーガルズ （9年ぶり2回目）
  - 男子V2リーグ優勝 - 富士通カワサキレッドスピリッツ
  - 女子V2リーグ優勝 - 群馬銀行グリーンウイングス

- 令和2年度天皇杯・皇后杯全日本バレーボール選手権大会ファイナルラウンド（12月11日 - 12月20日・武蔵野の森総合スポーツプラザ・大田区総合体育館）
  - 男子決勝 - ジェイテクトSTINGS（V1） 3 - 1 パナソニック・パンサーズ（V1）（初優勝）[5]
  - 女子決勝 - JTマーヴェラス（V1） 3 - 0 東レアローズ（V1）（初優勝）[6]